# Dorjnyambuu Otgondalai
Dorjnyambuu Otgondalai est un boxeur mongol né le 28 janvier 1988. 

## Carrière
Champion d'Asie à Bangkok en 2015 en poids légers et médaillé d'argent aux championnats d'Asie d'Incheon en 2011 dans la catégorie poids coqs, il remporte une médaille de bronze en poids légers aux Jeux olympiques d'été de 2016 à Rio de Janeiro ainsi qu'aux championnats du monde de Hambourg en 2017.

## Palmarès

### Jeux olympiques
- Médaille de bronze en -60 kg en 2016 à Rio de Janeiro, Brésil

### Championnats du monde de boxe amateur
- Médaille de bronze en -60 kg en 2017 à Hambourg, Allemagne

### Championnats d'Asie de boxe amateur
- Médaille d'argent en -56 kg en 2011 à Incheon, Corée du Sud
- Médaille d'or en -60 kg en 2015 à Bangkok, Thaïlande